# Крисиума Ешпорте Клубе
Крисиума Ешпорте Клубе (на португалски: Criciúma Esporte Clube или просто Крисиума) е бразилски футболен отбор от град Крисиума, щат Санта Катарина. Състезава се в Бразилската Серия А. Клубът е носител на Купата на Бразилия за 1991 г. През сезон 2012-13 завършва на второ място в Серия Б с което печели промоция за елита.

## История
Крисиума Ешпорте Клубе е основан на 13 май 1947 г., като първоначално носи името „Comerciário Esporte Clube“, но през 1960 г. е закрит поради финансова криза. Сегашното си име носи от 1978 г., а настоящите си клубни цветове черно, жълто и бяло, от 1984 година. Най-големият успех на клуба е спечелването на Купата на Бразилия през 1991 г., когато начело на отбора е легендарният Луиш Фелипе Сколари. На следващата година като носител на националната купа участва в турнира Копа Либертадорес, където отпада на 1/4 финала от бъдещия носител на трофея Сао Пауло.

## Успехи
- Купа на Бразилия (1): 1991
- Серия Б
  - Шампион (1): 2002
    - Вицешампион (1): 2013

## Известни футболисти
- Майкон
- Даниел Карвальо
- Марио Жардел
- Бето
- Родриго Галато

## Бивши треньори
- Луиш Фелипе Сколари